# Komrat
Komrat (gagauski: Komrat; ruski: Комрат / Komrat) je grad u Moldaviji te glavni grad autonomne pokrajie Gagauzija. Smješten je na   46°19′SZŠ, 28°40′IZD,  na jugu zemlje, na rijeci Ialpug. Godine 2004, Komrat je imao 23,429 stanovnika, od kojih su većina Gagauzi.
Ime grada je turkijskog i nogajskog podrijetla.

## Povijest
Komrat se počeo naseljavati od 1789., te dobio status grada 1957. U vrijeme kada je grad bio dio moldavske SSR, u Komratu je industrija bila usmjerena prema proizvodnji maslaca, vina te sagova, potonji ukrašeni s moldavskim motivima. Nedavno, u Komratu je osnovano sveučilište.

## Stanovništvo
- 1989: 25,800 (Službeni broj )[2]
- 1991: 27,500 (procjena)
- 1996: 27,400 (procjena)
- 2004: 23,429 (Službeni broj)
- 2006: 22,369 (procjena)